# Черноха
Черноха — река в России, протекает по Угличскому району Ярославской области. Устье реки находится в 7,9 км по левому берегу реки Кисьма от её устья. Длина реки составляет 14 км.
Крупнейший приток — Ховерка (слева).
Сельские населённые пункты около реки: Инархово, Радищево, Чубуково, Выползово, Никиткино.

## Данные водного реестра
По данным государственного водного реестра России относится к Верхневолжскому бассейновому округу, водохозяйственный участок реки — Волга от Угличского гидроузла до начала Рыбинского водохранилища, речной подбассейн реки — бассейны притоков (Верхней) Волги до Рыбинского водохранилища. Речной бассейн реки — (Верхняя) Волга до Куйбышевского водохранилища (без бассейна Оки).
Код объекта в государственном водном реестре — 08010100912110000004673.